# La vida cambia
La vida cambia (del inglés: Out There) es una serie de televisión del año 2002 creada por Willie Reale producida por Blink Films Pty Ltd Sydney (Australia), una preducción de Blink Films production para Sesame Workshop en asociación con la BBC y Noggin. Se emitió en Boomerang Latinoamérica.
La serie trata sobre cuatro chicos en especial que viven en un pequeño pueblo de Australia que es conocido por su buen cuidado especial para animales, dos chicos ya residentes ahí Miller y Fiona se hacen amigos de dos estudiantes extranjeros Railly y Agui, luego los cuatro se desenvolverán en los líos típicos de la vida en un pueblo veterinario de Australia. Y luego Railly regresa a Estados Unidos porque su padre sale de la cárcel y es reemplazado en el grupo por Tom. (En "Esposas desesperadas" hace un papel de un maniático)

## Sinopsis

### Primera temporada
Todo comienza cuando el padre de Reilly Evans es llevado a prisión por desfalco en el banco donde trabajaba, entonces su madre decide enviarlo a pasar un tiempo con sus tíos Tom y Ellen en Australia. Al llegar Reilly Evans acompañado por Aggie Thackery (una chica de Inglaterra que llegó junto con él en viaje de intercambio) para quedarse como practicante de veterinaria en casa de los Archer. Ya en Australia estando en casa los dos conocen a Miller McKee (un vecino cercano a la veterinaria local) y también a Fiona McDaniel (una rescatista voluntaria de animales) de los cuales llegan a hacerse muy buenos amigos durante la serie, hasta que después de unos meses luego de haber vivido muchas aventuras junto a sus nuevos amigos la madre de Reilly llama a la casa para decirle que ya era tiempo de que retorne debido a que le había conseguido una beca de estudios lo cual hace obligatoriamente su regreso dejando todo atrás.

### Segunda temporada
Luego de que Reilly Evans vuelve a su país y deja Australia al finalizar la primera temporada, llega un nuevo interno por equivocación a la veterinaria de nombre Tom Butler, el cual al llegar tiene una serie de problemas con su antiguo pasado al principio, pero que luego termina siendo bien aceptado entre el grupo al cambiar los malos hábitos por mejores acciones en sus cosas rectificándolas. Esta serie trata básicamente sobre la vida de jóvenes adolescentes los cuales en Australia experimentan diversos temas como el amor, perseverancia y la amistad estando en un nuevo entorno y de las cosas que estos chicos deben de pasar para tratar de adaptarse a los difíciles cambios de la adolescencia.

## Personajes

### Recurrentes
- Douglas Smith (VI) como: Reilly Evans
- Jade Ewen como: Aggie Thackery
- Richard Wilson (VII) como: Miller McKee
- Molly McCaffrey como: Fiona McDaniel
- Cody Reed Kasch como: Tom Butler
- David Roberts (I) como: Jonathon Archer
- Genevieve Hegney como: Ellen Archer

### Ocasionales
- Mary Annegeline como: Miranda Lee
- Rebecca Jones como: Sam McKee
- Sean Kennedy (actor) como: Gregor Craus
- Eva Buzo como: Bailarina
- Alex Hopkins como: Acosador Escolar
- Oliver Ackland como: Peter Logan

## Episodios
| 1. Two Down Under 2. Summer in December 3. The Hard Way 4. Homesick Blues 5. One Hot Dog to Go 6. Connections: Missed and Made 7. Don't Look Back 8. Peggy 9. Some Wombats have all the Luck 10. Smoke Gets in Your Eyes 11. Fairy Floss 12. Reilly Had a Little Goat 13. Tadpole | 1. Arrivals And Departures 2. Dodger 3. This Just In 4. Human Nature 5. Crime And Punishment 6. School Of Hard Knocks 7. Home Away From Home 8. Search Party. 9. Horses Eat Us 10. To Know Me Is… 11. Glimpses 12. The Longest Day |

## Doblaje
El doblaje al español en Latinoamérica fue realizado por el estudio de doblaje Centauro Comunicaciones Bogotá, Colombia.
- Fiona Mc Daniel - Claudia Chavarro
- Millar Mc Kee - Bernardo Mayorga
- Reilly Evans - Santiago Mesa
- Aggie Thackery - Renata Vargas
- Jonathan Archer - Eleazar Osorio
- Ellen Archer - María Isabel Cortés
- Tom Butler - Andrés Palacio
- Miranda - Diana Beltrán
- Gregor - Wolfang Galindo
- Alice - Shirley Marulanda